# Brama (herb książęcy)
Brama (Oginiec) – polski herb książęcy.

## Opis herbu

### Opis historyczny
Kasper Niesiecki, podając się na dzieło historyczne Wojciecha Kojałowicza, opisuje herb:

Powinna być brama obozowa, a na wierzchu jej krzyż rozdarty, nad hełmem mitra książęca (...)

Niektórzy z historyków uważają, że na wierzchu bramy, nie ma krzyża rozdartego, ale lilia biała, a w cyrkule złotym mają być listki. Pospoliciej jednak krzyż jest rozdarty na wierzchu.

### Opis współczesny
Opis skonstruowany współcześnie brzmi następująco:
Na tarczy o polu błękitnym na barku czerwonej klamry krzyż srebrny u góry rozczepiony.
Całość otacza płaszcz heraldyczny, podbity gronostajem.
Płaszcz zwieńcza mitra książęca.

## Geneza
Juliusz Ostrowski opisuje herb jako jeden z najstarszych herbów ruskich. Piotr Małachowski w swoim herbarzu zawarł informację, że w Polsce herb ten został nabyty od Władysława II w 1028 roku.  

### Legenda
Kasper Niesiecki (a za nim Kazimierz Czarniecki) podaje następującą legendę:

Herb ten nabyty z tej okazji, gdy Tatarowie, bramę w obozie przełamali, przodek tego domu powodem był, że z nim książęta Ruscy, Tatarów wyparowali i zbili.

W bardziej rozbudowanej wersji podał ją Hipolit Stupnicki:

Przyjęcie tego herbu pochodzi od okazji: gdy Tatarzy najechawszy Ruś bramę w obozie przełamali, toć przodek domu tego, z domu książąt Kozielskich pochodzący w prostej linii od Włodzimierza W. jednowładzcy Rusi, pierwszy dał hasło do boju i był powodem, że książęta z nim będący  wypadłszy na wroga, wyparowali go z warowni i zabili na głowę.

## Herbowni
Lista herbownych w artykule sporządzona została na podstawie wiarygodnych źródeł, zwłaszcza klasycznych i współczesnych herbarzy. Należy jednak zwrócić uwagę na częste zjawisko przypisywania rodom szlacheckim niewłaściwych herbów, szczególnie nasilone w czasie legitymacji szlachectwa przed zaborczymi heroldiami, co zostało następnie utrwalone w wydawanych kolejno herbarzach. Identyczność nazwiska nie musi oznaczać przynależności do danego rodu herbowego. Przynależność taką mogą bezspornie ustalić wyłącznie badania genealogiczne.
Pełna lista herbownych nie jest dziś możliwa do odtworzenia, także ze względu na zniszczenie i zaginięcie wielu akt i dokumentów w czasie II wojny światowej (m.in. w czasie powstania warszawskiego w 1944 spłonęło ponad 90% zasobu Archiwum Głównego w Warszawie, gdzie przechowywana była większość dokumentów staropolskich). Lista nazwisk znajdująca się w artykule pochodzi z Herbarza polskiego, Tadeusza Gajla  (7 nazwisk). Występowanie na liście nazwiska nie musi oznaczać, że konkretna rodzina pieczętowała się herbem Brama. Często te same nazwiska są własnością wielu rodzin reprezentujących wszystkie stany dawnej Rzeczypospolitej, tj. chłopów, mieszczan, szlachtę. Jest to dotychczas najpełniejsza lista herbownych, uzupełniana ciągle przez autora przy kolejnych wydaniach Herbarza. Tadeusz Gajl wymienia następujące nazwiska uprawnionych do używania herbu Brama:

Andruszewicz, Fedorowicz, Gliński, Hryniewicki, Kontrymowicz, Ogiński, Rafaławski